# پیری ناچیز

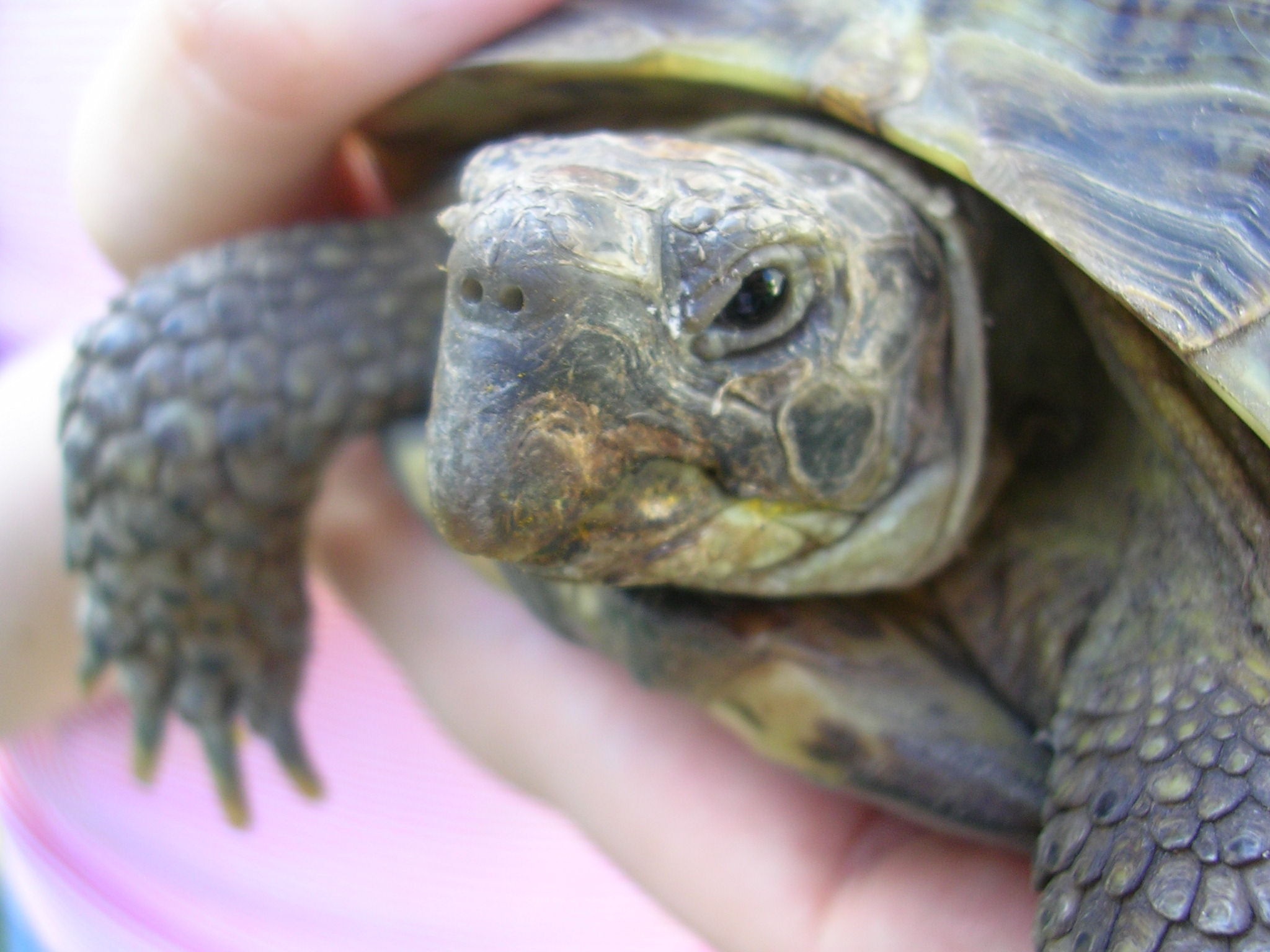
برخی از لاک‌پشت‌ها پیری ناچیزی از خود نشان می‌دهند.

پیری ناچیز (Negligible senescence) اصطلاحی است که توسط بیوجرونتولوژیست کالب فینچ برای نشان دادن موجوداتی که شواهدی از پیری بیولوژیکی (پیری) نشان نمی‌دهند، مانند کاهش قابل اندازه‌گیری توانایی تولیدمثلی، کاهش عملکرد قابل اندازه‌گیری، یا افزایش نرخ مرگ و میر با افزایش سن، ابداع کرده است. گونه‌های زیادی وجود دارند که دانشمندان هیچ افزایشی در مرگ و میر آنان پس از بلوغ مشاهده نکرده‌اند. این ممکن است به این معنی باشد که طول عمر ارگانیسم به قدری طولانی است که سوژه‌های محققان هنوز به زمانی نرسیده‌اند که بتوان طول عمر گونه را اندازه‌گیری کرد. به عنوان مثال، زمانی تصور می‌شد که لاک پشت‌ها فاقد پیری هستند، اما در مشاهدات گسترده‌تر، شواهدی از کاهش تناسب اندام با افزایش سن یافت شده است.
مطالعه جانورانی که به میزان ناچیزی پیر شده‌اند ممکن است سرنخ‌هایی ارائه دهد که منجر به درک بهتر فرایند پیری شود و بر نظریه‌های پیری تأثیر بگذارد. پدیده پیری ناچیز در برخی از جانوران یک استدلال سنتی برای تلاش برای دستیابی به پیری ناچیز مشابه در انسان با ابزارهای تکنولوژیکی است.
موجودات نیز وجود دارد که پیری منفی از خود نشان می‌دهند، به موجب آن مرگ و میر به‌طور زمانی با افزایش سن ارگانیسم، برای تمام یا بخشی از چرخه زندگی و برخلاف قانون مرگ و میر گومپرتز-مکهام کاهش می‌یابد علاوه بر این، گونه‌هایی وجود دارند که چندین بار به حالت لاروی پس می‌روند و دوباره به صورت بالغ رشد می‌کنند.

## در مهره‌داران
برخی از ماهی‌ها، مانند برخی از انواع ماهیان خاویاری و سنگ‌ماهی خشن، و برخی لاک‌پشت‌ها و لاک‌پشت‌ها به‌طور ناچیزی دچار پیری می‌شوند، اگرچه تحقیقات اخیر روی لاک‌پشت‌ها شواهدی از پیری در طبیعت را کشف کرده است. سن یک نمونه ماهی صید شده را می‌توان با بررسی الگوهای رشد مشابه حلقه‌های درخت در سنگ‌گوش‌ها (بخش‌هایی از اندام‌های حسگر حرکت) اندازه‌گیری کرد.
در سال ۲۰۱۸، موش‌های حفار برهنه به عنوان اولین پستاندار شناسایی شدند که قانون مرگ و میر گامپرتز مکهام را نادیده گرفتند و به پیری ناچیز دست یافتند. با این حال، حدس زده شده است که این ممکن است صرفاً یک اثر «زمان کششی» باشد که عمدتاً به دلیل متابولیسم بسیار آهسته (و خونسرد و کم اکسیژن) آنها است.

## در گیاهان
در گیاهان، درختان آسپن نمونه ای از جاودانگی زیستی هستند. هر درخت می‌تواند ۴۰ تا ۱۵۰ سال در بالای زمین زندگی کند، اما سیستم ریشه کلونی کلونال عمر طولانی دارد. در برخی موارد، هزاران سال است که تنه‌های جدید فرستاده می‌شود، زیرا تنه‌های قدیمی‌تر از سطح زمین می‌میرند. یکی از این مستعمرات در یوتا، با نام مستعار «پاندو»، تخمین زده می‌شود که ۸۰۰۰۰ سال قدمت داشته باشد و احتمالاً آن را به قدیمی‌ترین اجتماع زنده آسپن تبدیل می‌کند. قدیمی‌ترین موجود زنده با تولید مثل رویشی شناخته شده جهان، درخت متوشلخ از گونه کاج زبرمیوه غربی، کاج بریستلکون بود که در کوهستان‌های سفید شهرستان اینیو در شرق کالیفرنیا با سن ۴۸۵۴ تا ۴۸۵۵ سال تشخیص داده شده است. این رکورد در سال ۲۰۱۲ توسط یکی دیگر از کاج‌های بزرگ که در همان منطقه قرار داشت جایگزین شد و قدمت آن ۵۰۶۲ سال تخمین زده شد. این درخت توسط ادموند شولمن نمونه‌برداری شد و توسط تام هارلن تاریخ گذاری شد. درختان جینکو در چین با بیان ژن گسترده مرتبط با سازگاری ضدشکار که در مجموع به طول عمر کمک می‌کنند، در برابر پیری مقاومت می‌کنند.

## در باکتری‌ها
در بین باکتری‌ها، ارگانیسم‌های منفرد آسیب‌پذیر هستند و می‌توانند به راحتی بمیرند، اما در سطح کلنی، باکتری‌ها می‌توانند به‌طور نامحدود زندگی کنند. دو باکتری دختر حاصل از تقسیم سلولی یک باکتری والد را می‌توان به عنوان افراد منحصر به فرد یا اعضای یک کلنی بیولوژیکی «جاودانه» در نظر گرفت. دو سلول دختر را می‌توان به عنوان کپی‌های «جوان‌شده» از سلول مادر در نظر گرفت، زیرا درشت مولکول‌های آسیب‌دیده بین دو سلول تقسیم شده و رقیق شده‌اند.
تولیدمثل غیرجنسی را ببینید.

## حداکثر طول عمر
برخی از نمونه‌هایی از حداکثر طول عمر ثبت‌شده جانورانی که تصور می‌شود به‌طور ناچیزی پیر شده‌اند عبارتند از:
| سنگ ماهی خشن             | ۲۰۵ سال                                   |
| لاک پشت غول پیکر آلدابرا | ۲۵۵ سال                                   |
| خرچنگ دریایی             | بیش از ۱۰۰ سال (فرض شده)                  |
| هیدراس                   | مشاهده شد که از نظر بیولوژیکی جاودانه است |
| پلاناریا                 | مشاهده شد که از نظر بیولوژیکی جاودانه است |
| شقایق‌های دریایی          | ۶۰–۸۰ سال (عموما)                         |
| خارپشت دریایی سرخ        | ۲۰۰ سال                                   |
| صدف مروارید آب شیرین     | ۲۱۰–۲۵۰ سال                               |
| صدف اقیانوسی             | ۵۰۷ سال                                   |
| کوسه گرینلند             | ۴۰۰ سال                                   |

## نهان زیوی
برخی از ارگانیسم‌های کمیاب، مانند تاردیگریدها، معمولاً عمر کوتاهی دارند، اما اگر وارد حالت نهان زیوی شوند، می‌توانند هزاران سال - و شاید به‌طور نامحدود - زنده بمانند، که در نتیجه متابولیسم آنها به‌طور برگشت‌پذیر معلق می‌شود.